# Gotas óticas y nasales
Las gotas óticas y nasales son una forma galénica para uso tópico consistente en un líquido acuoso u oleoso en el que van incorporados los principios activos y se utilizan en el conducto auditivo externo y el oído medio o las fosas nasales respectivamente.
Sus propiedades son similares a las de los colirios, salvo la exigencia de la esterilidad.

## Composición
- Vehículo o sistema base: Pueden ser tanto sustancias acuosas como oleosas, aunque estas últimas están cayendo en desuso con la aparición de nuevas formulaciones galénicas.
- Principio activo: El arsenal terapéutico es muy amplio.

1. Antisépticos/Antibióticos: es muy usado el ciprofloxacino para las gotas óticas, por ejemplo.
2. Antiinflamatorios: los más usados son los corticoesteroides, en las gotas óticas pero sobre todo en las nasales, por ser también eficaces en los procesos alérgicos, muy frecuentes en la mucosa nasal.
3. Antihistamínicos: por el mismo motivo anterior, sobre todo utilizados en las gotas nasales.
4. Vasoconstrictores: por su capacidad descongestionante son muy usados en las gotas nasales.
5. Otros.

- Conservantes.
- Sustancias tampón, para equilibrar el pH de las formulaciones. En el caso de las gotas nasales el pH debe estar entre 6.5 y 8.3, mientras que para las óticas es aconsejable un pH entre 5 y 7.
- Isotonizantes, en el caso de las gotas nasales, buscando el equilibrio con la tonicidad de la mucosa nasal.
- Viscosantes, para favorecer la adherencia a la mucosa nasal.
- Tensioactivos, para favorecer la emulsión de sustancias de baja solubilidad en el sistema base (habitualmente de sustancias lipofílicas en soluciones acuosas).
- Otros: Antioxidantes, intermediarios de solubilidad, etcétera.[1]

## Consideraciones especiales
En el caso de las gotas nasales hay que tener en cuenta las bases fisiológicas de los cilios celulares, por lo que habrán de evitarse determinadas sustancias tóxicas para los mismos, como pueden ser los compuestos boricados.
Para las gotas óticas habremos de tener en cuenta que una sustancia  presente en el conducto auditivo externo (CAE) es el cerumen, de características ácidas y con tendencia a solidificarse formando los conocidos tapones de cera. Por otra parte el CAE, por su condiciones ambientales, favorece la proliferación de gérmenes con gran facilidad, sobre todo ante la presencia de agua. Por ello hemos de evitar las soluciones acuosas en lo posible. Finalmente hay que considerar que el preparado puede llegar al tímpano, y  este, en ocasiones, puede no estar íntegro, en cuya circunstancia tomarían contacto los componentes de las gotas con la mucosa del oído medio. Deben, en buena lógica, evitarse sustancias que puedan ser irritantes para la misma.

## Indicaciones
Acorde a la gran cantidad de principios activos que tolera esta forma galénica, las indicaciones también son amplias:
- Procesos infecciosos: Otitis externa y de oído medio, otitis de las piscinas, ectima nasal, etc.
- Procesos alérgicos, para el caso de las gotas nasales. La rinitis alérgica es una patología de alta prevalencia que en muchas ocasiones no es controlable con tratamiento sistémico.
- Procesos inflamatorios nasales (pólipos nasales) u óticos.
- Patologías dermatológicas que afectan la piel del oído, como el psoriasis.

Respecto a las contraindicaciones habrá que tener en cuenta las consideraciones especiales vistas con anterioridad. Son más dependientes de la composición de la forma galénica que derivadas en sí de esta.

## Innovaciones galénicas
El Gel Termorreversible es una forma farmacéutica que permite que la preparación se mantenga en forma de solución líquida a temperaturas inferiores a 25 °C; en cambio a temperaturas próximas a 35 °C (cuando entra en contacto con el cuerpo humano) aumenta su viscosidad y la solución líquida se transforma en gel. Es ideal para uso en mucosas, ya que la forma líquida favorece la penetración pero al convertirse en sólido se evita el goteo y la deglución.